# Undulus formosus
Genre
Espèce
Undulus formosus, unique représentant du genre Undulus, est une espèce d'opilions laniatores de la famille des Phalangodidae.

## Distribution
Cette espèce est endémique d'Alabama aux États-Unis. Elle se rencontre dans le comté de Limestone.

## Description
La femelle holotype mesure 1,9 mm.

## Publication originale
- Goodnight & Goodnight, 1942 : « New Phalangodidae (Phalangida) from the United States. » American Museum Novitates, no 1188, p. 1–18 (texte intégral).